# Ogniana Petrova
Ogniana Petrova –en búlgaro, Огняна Петрова– (Svilengrado, 20 de diciembre de 1964) es una deportista búlgara que compitió en piragüismo en la modalidad de aguas tranquilas.
Participó en los Juegos Olímpicos de Seúl 1988, obteniendo una medalla de bronce en la prueba de K4 500 m. Ganó una medalla de bronce en el Campeonato Mundial de Piragüismo de 1987, en la prueba de K2 500 m.

## Palmarés internacional
| Juegos Olímpicos   | Juegos Olímpicos     | Juegos Olímpicos  | Juegos Olímpicos |
| Año                | Lugar                | Medalla           | Competición      |
| ------------------ | -------------------- | ----------------- | ---------------- |
| 1988               | Seúl (Corea del Sur) | Medalla de bronce | K4 500 m         |
| Campeonato Mundial |                      |                   |                  |
| Año                | Lugar                | Medalla           | Competición      |
| 1987               | Duisburgo (RFA)      | Medalla de bronce | K2 500 m         |